# 자오천위
자오천위(중국어: 赵晨宇, 병음: Zhao Chenyu, 한자음: 조신우, 1999년 6월 4일 ~ )는 중화인민공화국의 바둑 기사이다. 산시성 타이위안시 출신으로 중국기원 소속의 9단이다.

## 경력
6세경부터 바둑을 배우기 시작하여 2011년에 프로바둑에 입단했다. 2015년 박카스배 한ㆍ중 바둑 미래 천원전에 미위팅, 커제 등과 함께 중국 대표팀에 참가하여 우승했다. 2016년 21회 LG배 세계기왕전에서 32강에 진출했고, 2018년과 2019년 23회와 24회 대회에 각각 출전하여 16강에 올랐다. 2014년과 2017년 중국갑조리그에 참가했다.